# Lisanias
Lysanias fue un tetrarca que gobernaba en Abilene cuando san Juan el Bautista empezó su predicación, hacia el año 26 de acuerdo con el evangelio de Lucas.

## Historia
La referencia a Lisanias en Lucas como el tetrarca de Abilene de Damasco puede ser un error, ya que el único Lisanias ciertamente conocido murió en el año 36 a. C. Sin embargo, posiblemente hubo otro Lisanias desconocido en el año decimoquinto del reinado de Tiberio, en 28 o 29 d. C, al que se refiere Lucas, ya que se encontró una inscripción con el nombre de Lisanias en Abila, la ciudad de Abilene, y fechada entre 14 y el 29 d. C.